# James Bogardus
James Bogardus (Catskill, 14 maart 1800 - New York, 13 april 1874) was een Amerikaans uitvinder en architect. 

## Leven en werk
Bogardus was een pionier op het gebied van gietijzeren constructies voor façades van gebouwen, waar hij in 1850 patent op kreeg. Het succes van deze vorm van construeren tussen 1850 tot 1880 leidde tot het gebruik van stalen frames voor complete gebouwen.
Hij was de eerste die geprefabriceerde gietijzeren elementen ging gebruiken voor de bouw van kantoren en fabrieken, vooral in New York, waar hij woonde, maar ook in Washington. Anno 2016 staan nog steeds een aantal van zijn bouwwerken overeind in New York en Washington. De nog bestaande gebouwen zijn onder meer in New York:
- 254 Canal Street
- 85 Leonard Street
- 75 Murray Street
- 63 Nassau Street
- Iron Clad Building, Copperstown

Aanvankelijk ging hij op 14-jarige leeftijd in de leer als horlogemaker.
Bogardus werd 74 jaar en werd ter aarde besteld op de Green-Wood Cemetery in Brooklyn.

## Bekende uitvindingen
- Een katoenspinmachine met een soort vliegwiel, genaamd ring flier (1828)
- Een gemechaniseerde graveermachine (1831), gebruikt voor het graveren van matrijzen voor bankbiljetten.
- Een excentrische polijstmachine (1832), in principe nog steeds in gebruik voor het glad afwerken van kogellagers, en, met variabele excentriciteit, voor het polijsten van lenzen.